# Blind (pel·lícula de 2014)
Blind és una pel·lícula dramàtica noruega del 2014 escrita i dirigida per Eskil Vogt. La pel·lícula es va estrenar en competició a la World Cinema Dramatic Competition al Festival de Cinema de Sundance el 19 de gener. Vogt va rebre el premi al guió per Blind a Sundance. La pel·lícula es va projectar més tard a la secció Panorama del 64è Festival Internacional de Cinema de Berlín, i va ser nominat a la Premi de Cinema del Consell Nòrdic del 2014.

## Argument
Abandonada en un apartament nou a Oslo, la fràgil autora Ingrid intenta acceptar la pèrdua de la seva visió a mitjana edat. Temorosa d'aventurar-se sola, Ingrid es retira en una elaborada bombolla de fantasia, a punt de convèncer-se que el seu marit arquitecte l'està espiant. Un lleuger toc o un so desconegut són suficients per provocar la seva paranoia mentre la realitat i la imaginació es comencen a difuminar.

## Repartiment
- Ellen Dorrit Petersen com a Ingrid
- Henrik Rafaelsen com a Morten
- Vera Vitali com a Elin

## Recepció
Blind va rebre crítiques positives a la seva estrena al Festival de Cinema de Sundance de 2014. L'agregador de ressenyes Rotten Tomatoes informa d'una puntuació positiva del 92% basada en 37 ressenyes, amb una puntuació mitjana de 7,55/10. També té una puntuació de 83/100 a Metacritic basada en 14 crítics, cosa que indica "aclamació universal".
Scott Foundas de Variety, va dir en la seva ressenya que "l'escrivà noruec Eskil Vogt fa un debut com a director brillant amb una història alternativament tràgica i juganera d'una autora cega". Boyd van Hoeij en la seva ressenya a The Hollywood Reporter va anomenar la pel·lícula "un guió ambiciós que es tradueix en una pel·lícula que és més fàcil d'admirar que d'amar". William Bibbiani de CraveOnline va elogiar la pel·lícula dient que "Blind existeix com una construcció nebulosa, en constant canvi, però finalment centrada al voltant d'un quadrangle amorós encantador i divertit amb personatges curiosos i una visió coherent. La curiosa barreja d'allò sensual i cerebral de la pel·lícula aconsegueix enganxar fins i tot quan comença a faltar la confiança sobre si realment està passant alguna cosa".

## Reconeixements

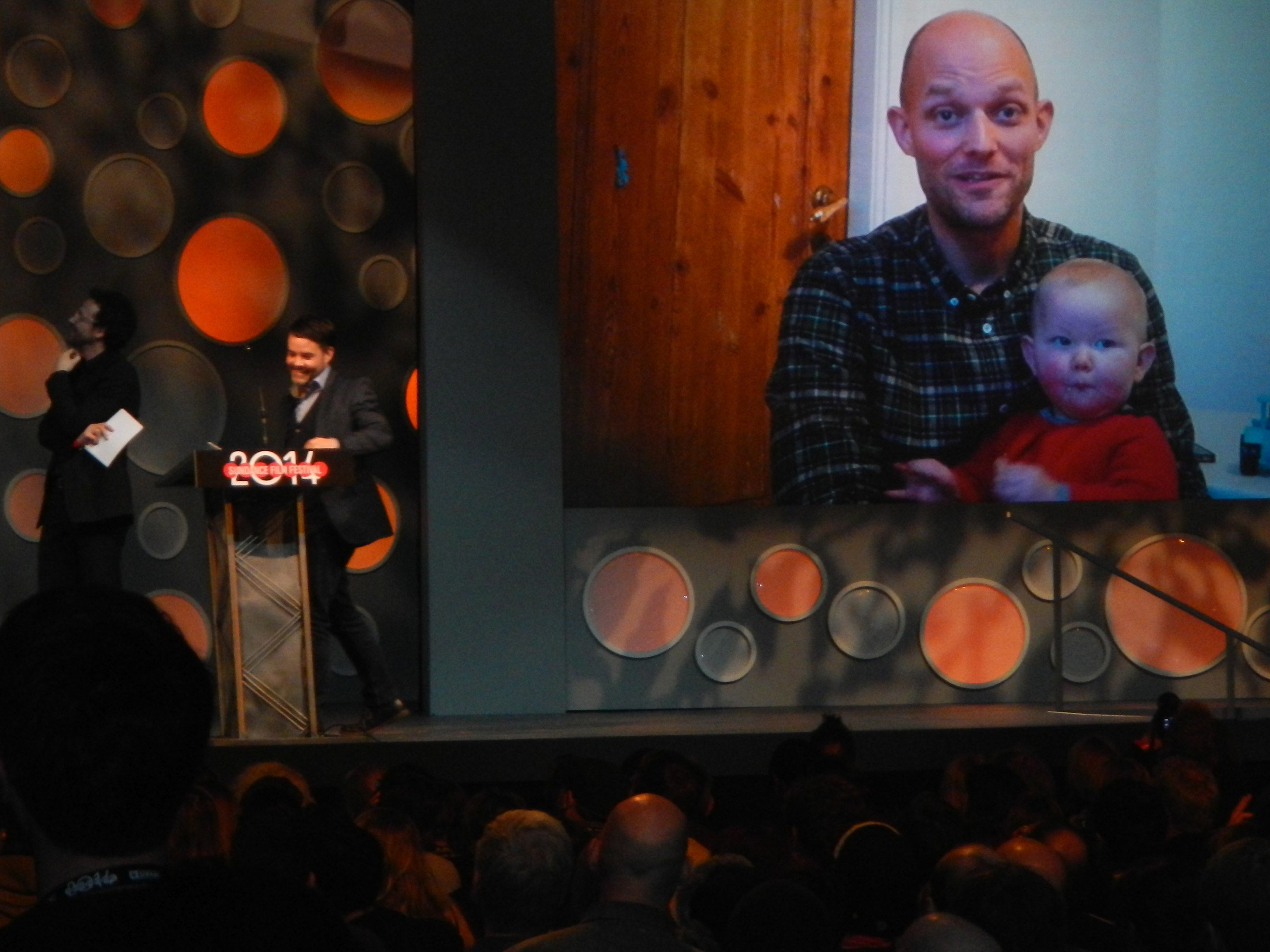
Blind va guanyar el premi al guió al Festival de Cinema de Sundance.

| Any  | Premi                                      | Categoria                                        | Receptor   | Resultats |
| ---- | ------------------------------------------ | ------------------------------------------------ | ---------- | --------- |
| 2014 | Festival de Cinema de Sundance             | Gran Premi del Jurat de Cinema Mundial: Dramàtic | Eskil Vogt | Nominat   |
| 2014 | Festival de Cinema de Sundance             | Premi de guió: World Cinema Dramatic             | Eskil Vogt | Guanyador |
| 2014 | Festival Internacional de Cinema de Berlín | Label Europa Cinemas                             | Eskil Vogt | Guanyador |